# Le Jardin armé et autres histoires

Le Jardin armé et autres histoires est un album de bande dessinée paru en 2006.
- Scénario : David B.
- Dessins :  David B.

## Contenu
Recueil de trois contes :
- Le Prophète voilé nous raconte le destin de Hakim Al-Muquanna ;
- Le Jardin armé dans lequel Adam et Eve invitent le forgeron Rohan à suivre la voie qui mène au jardin d'Eden ;
- Le Tambour amoureux, suite du Jardin armé.

## Publication

### Éditeur
- Futuropolis  (ISBN 2-7548-0077-8)